# Municipio de Shields (Illinois)
El municipio de Shields (en inglés: Shields Township) es un municipio ubicado en el condado de Lake en el estado estadounidense de Illinois. En el año 2010 tenía una población de 39062 habitantes y una densidad poblacional de 852,52 personas por km².

## Geografía
El municipio de Shields se encuentra ubicado en las coordenadas 42°16′53″N 87°51′24″O / 42.28139, -87.85667. Según la Oficina del Censo de los Estados Unidos, el municipio tiene una superficie total de 45.82 km², de la cual 45.79 km² corresponden a tierra firme y (0.06%) 0.03 km² es agua.

## Demografía
Según el censo de 2010, había 39062 personas residiendo en el municipio de Shields. La densidad de población era de 852,52 hab./km². De los 39062 habitantes, el municipio de Shields estaba compuesto por el 70.31% blancos, el 16.09% eran afroamericanos, el 0.47% eran amerindios, el 4.33% eran asiáticos, el 0.1% eran isleños del Pacífico, el 5.35% eran de otras razas y el 3.36% pertenecían a dos o más razas. Del total de la población el 12.93% eran hispanos o latinos de cualquier raza.